# Colpotrochia
Colpotrochia är ett släkte av steklar som beskrevs av Holmgren 1856. Colpotrochia ingår i familjen brokparasitsteklar.

## Dottertaxa tillColpotrochia, i alfabetisk ordning[1][2]
- Colpotrochia antennata
- Colpotrochia assamensis
- Colpotrochia azoba
- Colpotrochia babai
- Colpotrochia balajensis
- Colpotrochia beluga
- Colpotrochia bifasciata
- Colpotrochia brevicincta
- Colpotrochia catania
- Colpotrochia celeria
- Colpotrochia cerbera
- Colpotrochia cincta
- Colpotrochia claviventris
- Colpotrochia coenuta
- Colpotrochia concinna
- Colpotrochia crassipes
- Colpotrochia diabella
- Colpotrochia fasciata
- Colpotrochia feroza
- Colpotrochia flava
- Colpotrochia fultoni
- Colpotrochia fusca
- Colpotrochia giachinoi
- Colpotrochia habenia
- Colpotrochia interrupta
- Colpotrochia jozankeana
- Colpotrochia kumatai
- Colpotrochia kurisuei
- Colpotrochia latifasciata
- Colpotrochia lineolata
- Colpotrochia lutoria
- Colpotrochia maai
- Colpotrochia melanosoma
- Colpotrochia mesoxantha
- Colpotrochia mexicana
- Colpotrochia munda
- Colpotrochia nana
- Colpotrochia neblina
- Colpotrochia nigra
- Colpotrochia nipponensis
- Colpotrochia orientalis
- Colpotrochia orinella
- Colpotrochia osuzensis
- Colpotrochia pesada
- Colpotrochia petiolaris
- Colpotrochia pilosa
- Colpotrochia plana
- Colpotrochia politula
- Colpotrochia quitora
- Colpotrochia rufigaster
- Colpotrochia sadensis
- Colpotrochia texana
- Colpotrochia triclistor
- Colpotrochia trifasciata
- Colpotrochia trilineata
- Colpotrochia uchidai
- Colpotrochia unifasciata
- Colpotrochia watanka
- Colpotrochia veriga
- Colpotrochia xenia
- Colpotrochia zembla